# 大熊康之
大熊 康之（おおくま やすちか、1938年〈昭和13年〉 - ）は、海上自衛官、システムエンジニア。

## 概要
岐阜県生まれ。防衛大学校では電気工学を専攻し、1958年（昭和33年）に第6期生として卒業した。
昭和46年度計画で開発された海上自衛隊初のシステム艦である「たちかぜ」が搭載する目標指示装置 (WES) の導入のため、1970年10月5日、海上幕僚監部CCS幹事室に着任。このとき、同室長を務めていた、『解析射撃理論』の著者である小綿恭一2佐に師事することになる。その後、アメリカ海軍ミサイル・スクール (NAVGMSCOL) に留学し、1972年から2年間、カリフォルニア州サンタクラリタのバレンシアに所在するUNIVAC社の工場に駐在した。このとき、大熊1尉（当時）とともに野崎3佐、斎藤3佐、加藤1尉、村上1尉が留学・駐在しており、後年、5人の侍と称された。
1975年1月に帰国したのち、プログラム業務隊（PGC）艦艇システム係長として、他の米留経験者とともに後進の指導にあたった。ここで実施された寺子屋的教育は大熊学校と称され、後に海自システム化の骨幹を担っていく人材が多く輩出された。1976年6月には「たちかぜ」の初代砲雷長として着任し、ターター装置装備認定試験（SQT）に従事。その後、企画科長として再びPGCに復帰し、OYQ-5の開発などに従事した。以後、護衛艦「むらくも」艦長、護衛隊司令を歴任し、イージス艦導入時には海上幕僚監部装備体系課においてイージスシステム導入を担当したほか、P-3の要員教育にも従事した。その後、プログラム業務隊司令を経て、1993年（平成5年）に海将補として退官。
退官後は、軍事システムエンジニアリングの研究・講演などを通じて活動している。主な著作として『軍事システム エンジニアリング』があるが、これは、日本防衛装備工業会の月刊JADIにおいて、2005年5月号から2006年2月号まで連載したものをもとに大幅加筆したものである。